# George Huntington

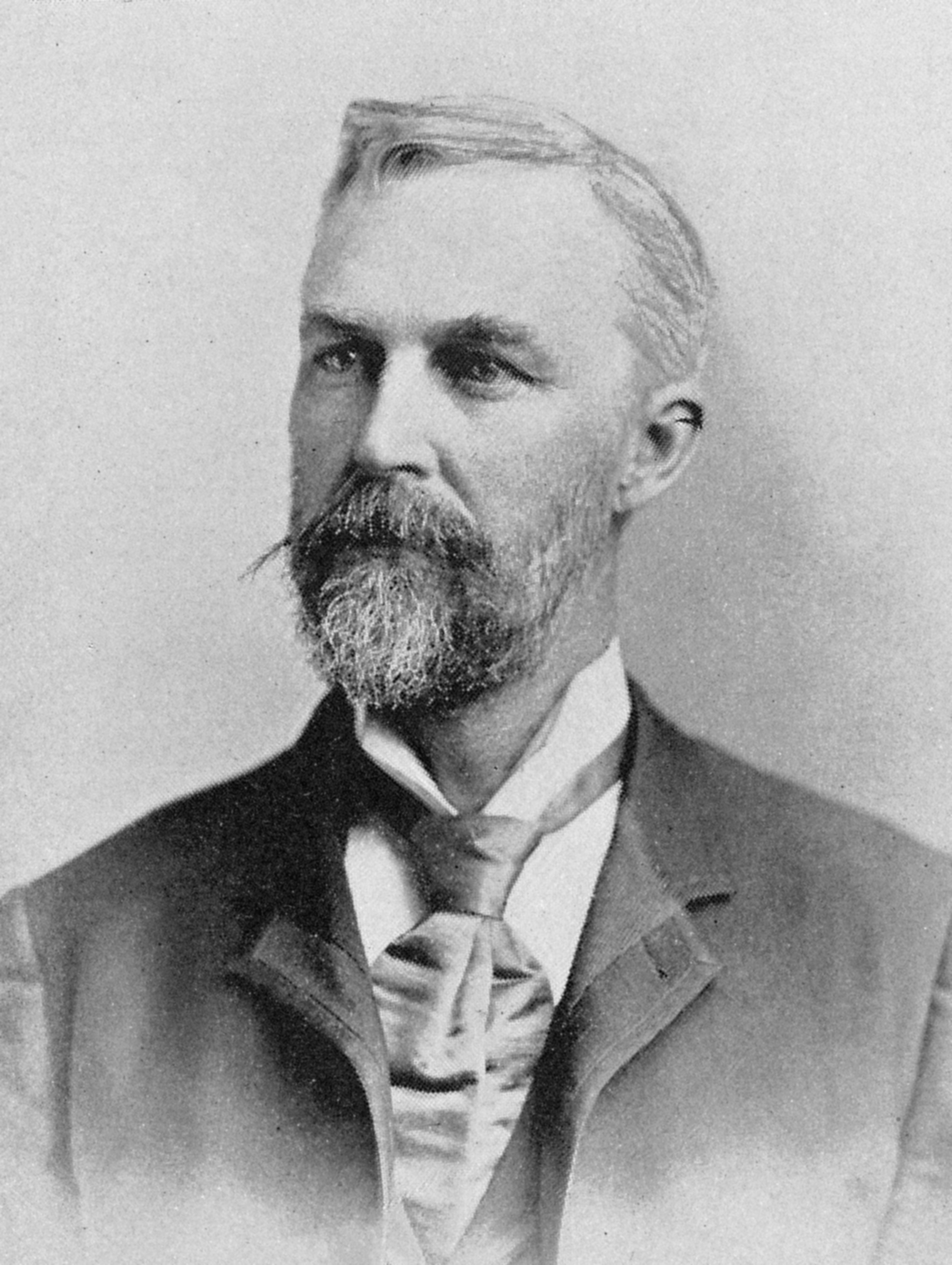
George Huntington

George Huntington (ur. 9 kwietnia 1850 w East Hampton, zm. 3 marca 1916 w Cairo) – amerykański lekarz. Jako pierwszy opisał chorobę, nazwaną na jego cześć pląsawicą Huntingtona.
Pochodził z rodziny z lekarskimi tradycjami: zarówno jego ojciec George Lee Huntington (1811-1881) i dziadek Abel Huntington (1778–1858) mieli praktykę lekarską w East Hampton na Long Island. Dzięki ich obserwacjom dotkniętej pląsawicą rodziny zamieszkałej w okolicy, George Huntington mógł przedstawić wyczerpujący i dokładny opis choroby.
Praca w której Huntington opisał obraz kliniczny pląsawicy została przez niego napisana w 1872 roku, rok po zakończeniu studiów medycznych na Columbia University w Nowym Jorku. Pierwotnie był to odczyt wygłoszony w Akademii Medycznej Meigsa i Masona w Middleport (Ohio) 15 lutego 1872. Pracę opublikowano w filadelfijskim „Medical and Surgical Reporter” 13 kwietnia 1872. Zyskała ona duże uznanie, William Osler stwierdził, że „w historii medycyny mało jest przykładów, gdy choroba została prawdziwiej, dokładniej i treściwiej opisana”. 
George Huntington nie wybrał jednak kariery naukowej, i praca On Chorea była jedną z zaledwie dwóch, jakie napisał. Od 1874 roku prowadził praktykę medyczną w Duchess County w stanie Nowy Jork.
Nierzadko George Huntington jest mylony z anatomem George'em Sumnerem Huntingtonem (1861-1927).